# Frontière entre le Danemark et la Pologne
La frontière entre le Danemark et la Pologne est entièrement maritime, intégralement située en mer Baltique. Plus précisément, elle sépare l'île de Bornholm de la Pologne.
En novembre 2018, les deux pays ont signé à Bruxelles un traité bilatéral,. La frontière de l'île danoise avait été fixé avec la Suède et l'Allemagne respectivement en 1984 et 1988.